# Tenki Réka
Tenki Réka (Debrecen, 1986. június 18. –) Jászai Mari-díjas magyar színésznő, az Örkény István Színház tagja.

## Életút
Édesapja és nagybátyja révén "debreceni színházi gyerek". Tinédzserként Júliát és további három szerepet játszhatott a 2003-ban bemutatott Rómeó és Júliában.  Ennek ellenére csak az utolsó pillanatban döntött a színészmesterség mellett. A Színház- és Filmművészeti Egyetemen Zsámbéki Gábor és Zsótér Sándor voltak a tanárai. Egyetemi gyakorlatainak színhelyei: a debreceni Csokonai Színház és a diploma után szerződést ajánló Budapesti Katona József Színház. A Barbárokban nyújtott alakításáért két komoly szakmai elismerést is kiérdemelt. 2016-ban a Színikritikusok Díját kapta a legjobb női főszereplő kategóriában az Egyasszony című egyszemélyes darab (Orlai Produkciós Iroda – FÜGE) előadójaként. 
Művelője - ma már kevésbé intenzíven - a népzenének és néptáncnak.
2008 és 2012 között a Katona József Színház (Budapest), 2012 és 2015 között a Nemzeti Színház, 2016-tól az Örkény István Színház társulatának tagja.

### Magánélete
Férje Csányi Sándor, színművész. Egy kislányuk (Luca, 2014) és egy kisfiuk (2019) van. Húga, Tenki Dalma, szintén színésznő.

## Szerepeiből

### Színház
A Színházi adattárban regisztrált bemutatóinak száma: 22.
- Bessenyei György: A filozófus (Szidalisz)
- Csehov: Sirály (Mása)
- Csehov: Sputnic Disco
- Fisherman's Friend (Halász Péter emlékére)
- Goldoni: A háború (Egy Futár; Tyúk)
- Gorkij: Barbárok (Anna Fjodorovna)
- Ház Na' Conxypan-ban (Bamné)
- Hamsun: Éhség (Titkárnő, Ylajali, Járókelő, Női hang)
- Karl Kraus: Az emberiség végnapjai (Aranykontyú)
- Kerényi Ferenc-Bezerédi Zoltán: (Halljátok végszavam: ártatlan vagyok!' (Notóriusok V.)
- rombolni nem színházat építeni szívesen' (Notóriusok VI.)
- Klaus Mann: Mephisto (Lotte Lindenthal, a Tábornagy szeretője, a Porosz Nemzeti Színház színésznője)
- Kleist: Amphitryon (Alkméné)

- Kushner: Angyalok Amerikában (Harper; Martin Heller)
- Madách Imre: Az ember tragédiája (Éva)
  - Mesél a bécsi erdő (Bárónő; Marianne[10])
- Molière: A mizantróp (Éliante)
- Móricz Zsigmond: Úri muri (Rozika)
- Németh Ákos: Júlia és hadnagya (címszerep)

- Ödön von Horváth:
  - Mit csinál a kongresszus? (Kis asszony)

- Roland Schimmelpfennig: Golden Dragon
- Shakespeare:
  - Rómeó és Júlia
  - Vigyétek ki az éjjelit! (alapszöveg a szerzőtől)
  - Szentivánéji álom

- Szabó Réka-Peer Krisztián: Gyász
- TÁP TRAVI VARI
- Vinnai András-Bodó Viktor: Ledarálnakeltűntem
- Vinnai András: Vakond (Julie Dawson)
- Weöres Sándor: A kétfejejű fenevad (Chernel Evelin, Ambrus menyasszonya; Horvát asszony)

### Mozgókép

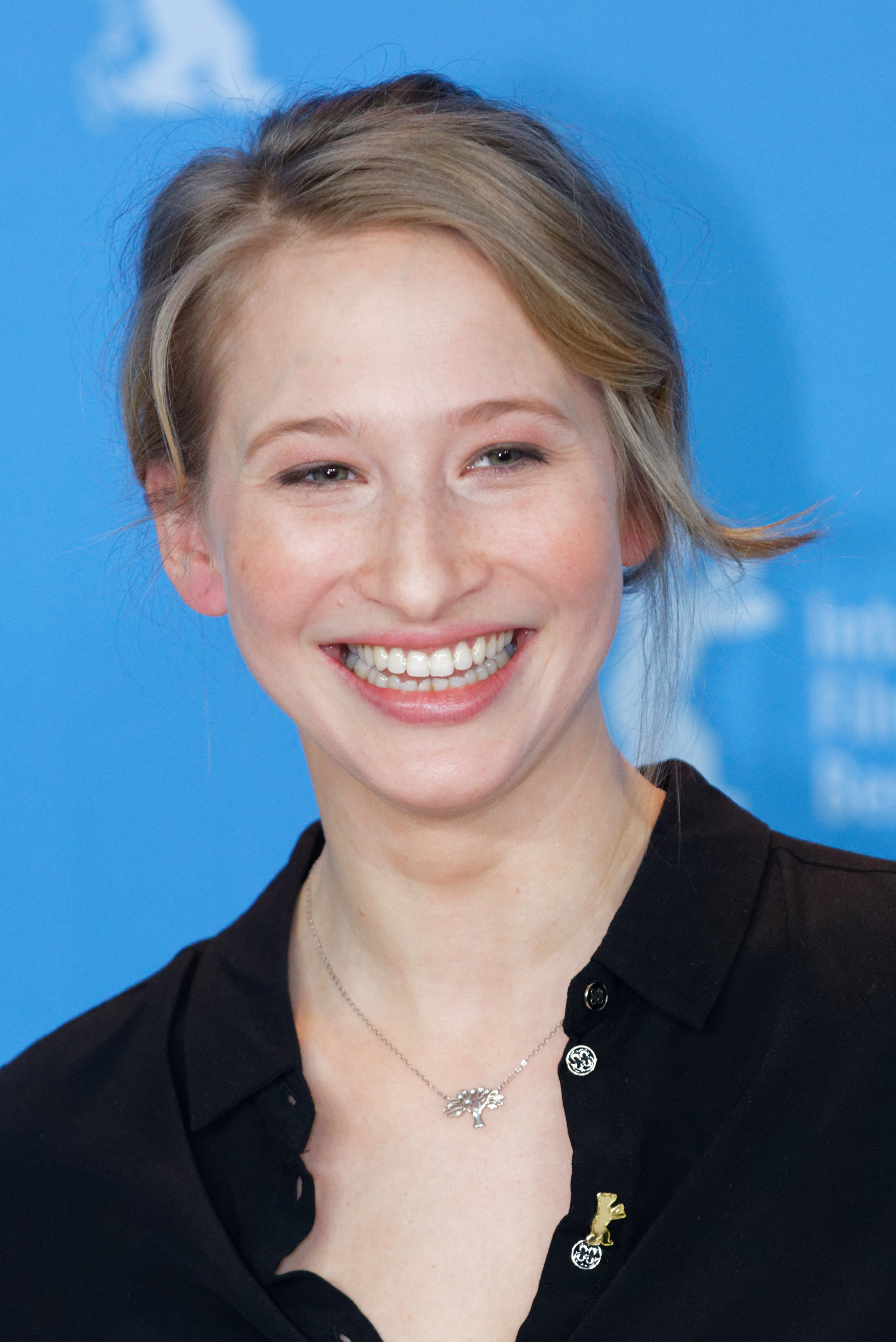
Tenki Réka a 2017-es Berlini Nemzetközi Filmfesztiválon

#### Film
- Kovács Éva (2005)
- Őrjárat (2006)
- A nyomozó (2007)
- Bevezetés az általános nyelvészetbe (2008)
- Polygamy (2009)
- Mozaik (2009)
- Borostyán (2009)
- Égi madár (2011)
- Diamond Club (2011)
- Szabadesés (2014)
- Testről és lélekről (2017)
- Csandra szekere (2017)
- Budapest Noir (2017)
- Nyitva (2018)
- Seveled (2019)
- Becsúszó szerelem (2021)
- A hattyú (2022)
- Futni mentem (2024)
- Véletlenül írtam egy könyvet (2025)

#### Tévéfilmek
- Tűzvonalban (sorozat) (2007)
- Géniusz, az alkimista (2009)
- Szabadság – Különjárat (2013)
- Csak színház és más semmi (2017)
- Mária Terézia (2018)
- Mellékhatás (2020−2023)

### Szinkron
- Step Up 3D - Natalie - Sharni Vinson
- The Expendables – A feláldozhatók - Sandra - Giselle Itié
- Robin Hood - Angoulême-i Izabella - Léa Seydoux
- Invictus – A legyőzhetetlen
- Megint 17 - további magyar hang
- 22 lövés - további magyar hang
- Förtelmes főnökök - további magyar hang

## CD-k, hangoskönyvek
- Edith Eva Eger: A döntés (ISBN 9789635722006)

## Díjai
- POSZT, a Fidelio Est díja (2009) - legjobb 30 év alatti színésznő
- Színikritikusdíj 
  - A legígéretesebb pályakezdő 2008/2009 -
  - A legjobb női főszereplő (Egyasszony-2016)
- Junior Prima díj (2010)
- Arany Medál díj - Év színésznője (2013)[11]
- Jászai Mari-díj (2018)